# Shotgunning

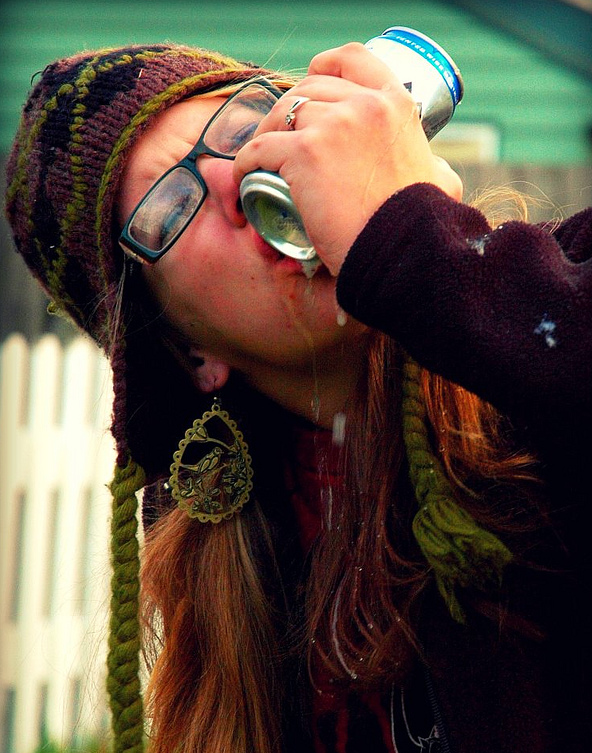
Una dona beu una llauna de cervesa amb la tècnica de shotgunning

El shotgunning és una tècnica per consumir una beguda, generalment cervesa, molt ràpidament punxant un forat al costat de la llauna, a prop del fons de l'envàs, per posteriorment col·locar la boca sobre el forat i estirant la pestanya per obrir la part superior. La cervesa s'escorre ràpidament i es consumeix molt de pressa. En català, tant Optimot com TERMCAT han proposat anomenar-ho turbobirra.
S'utilitza una tècnica relacionada, anomenada strawpedoing, per a envasos que no es poden perforar fàcilment, com ara ampolles de vidre. S'introdueix una palla a l'ampolla i es doblega per fora del forat. Quan s'inclina l'ampolla, la beguda s'escorre ràpidament i es consumeix molt de pressa. La tècnica augmenta el consum de la beguda, ja que el forat addicional de la palla permet que el líquid surti mentre que l'aire entra simultàniament pel forat principal. Amb aquesta tècnica s'evita el coll d'ampolla quan l'aire que entra al contenidor ha de circular pel mateix orifici que surt de líquid.
Totes dues tècniques es fan normalment com a competició. Els participants esperen fins que tots els altres estiguin a punt per començar el compte enrere. Un cop finalitzat el compte enrere, els participants inicien la pràctica i el primer que acaba de consumir la beguda és el guanyador.

## Tècnica

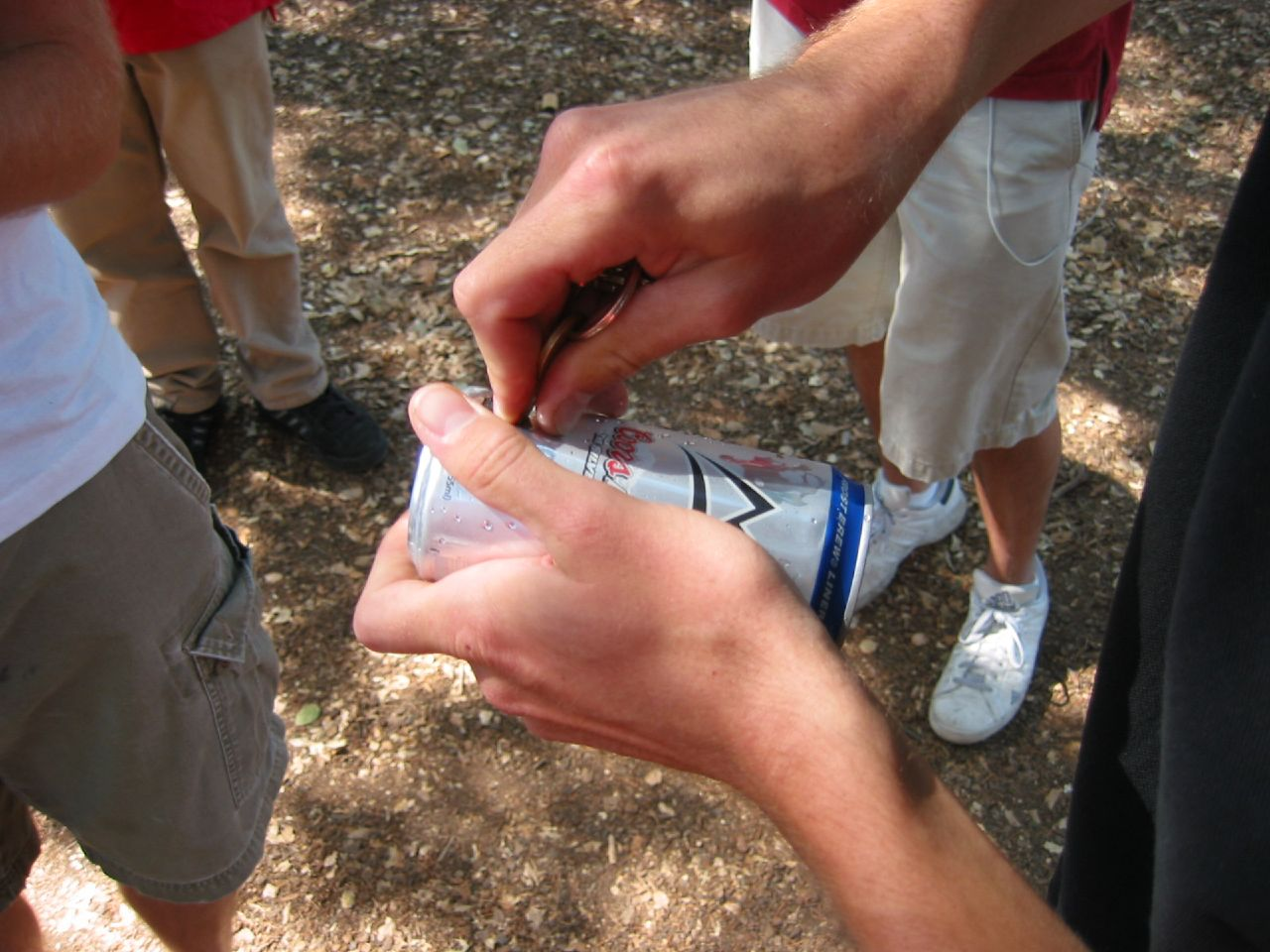
Punxant un forat en una llauna amb una clau

Per disparar la beguda, s'ha de fer un forat a un dels costats de la llauna, prop del fons d'aquesta per tal d'evitar que el líquid surti durant el tall, la llauna s'aguanta horitzontalment i es fa el forat a la part superior on se situaria un petit espai d'aire dins la llauna. El forat es pot fer amb qualsevol objecte afilat: normalment una clau, obridor d'ampolla, bolígraf o ganivet. El bevedor després posa la boca sobre el forat mentre gira la llauna cap amunt. Quan estira la pestanya de la llauna, el líquid s'escorre ràpidament pel forat a la boca del bevedor.